# Nghịch lý Bertrand (xác suất)
Nghịch lý Bertrand là một bài toán trong diễn giải cổ điển của lý thuyết xác suất, được Joseph Bertrand công bố lần đầu trong công trình của ông Calcul des probabilités (1889), như là một ví dụ để cho thấy rằng quan niệm đồng khả năng có thể không cho ra một kết quả xác suất chắc chắn rõ ràng nếu nó được áp dụng mà không suy xét khi miền khả năng là vô hạn.

## Phát biểu bài toán của Bertrand
Nghịch lý Bertrand thường được trình bày như sau: Xét một tam giác đều nội tiếp trong một đường tròn. Giả sử chọn ngẫu nhiên một dây cung của đường tròn. Tính xác suất để dây cung dài hơn một cạnh của tam giác.
Bertrand đưa ra ba lập luận (mỗi cách đều sử dụng nguyên lý đồng khả năng), tất cả đều có vẻ hợp lý, tuy vậy lại dẫn đến ba kết quả khác nhau:

Các dây cung ngẫu nhiên, cách chọn 1; màu đỏ = dài hơn cạnh tam giác, xanh lam = ngắn hơn,

1. Các dây cung ngẫu nhiên, cách chọn 1; màu đỏ = dài hơn cạnh tam giác, xanh lam = ngắn hơn, Phương pháp "điểm mút ngẫu nhiên": Chọn hai điểm ngẫu nhiên nằm trên chu vi của đường tròn và kẻ dây cung nối hai điểm. Để tính xác suất trong bài toán giả sử rằng tam giác được quay sao cho một đỉnh của nó trùng với một trong hai điểm đầu mút của dây cung. Ta thấy rằng nếu điểm mút kia nằm trên cung tròn ở giữa hai đỉnh tam giác của cạnh đối diện với đỉnh thứ nhất thì dây cung đang xét dài hơn một cạnh của tam giác. Độ dài của cung này bằng một phần ba chu vi đường tròn, do đó xác suất để một dây cung dài hơn một cạnh của tam giác nội tiếp là 1/3.

Các dây cung ngẫu nhiên, cách chọn 2.

2. Các dây cung ngẫu nhiên, cách chọn 2.Phương pháp "điểm bán kính ngẫu nhiên": Chọn một bán kính của đường tròn, chọn một điểm nằm trên bán kính và dựng dây cung đi qua điểm này và vuông góc với bán kính. Để tính xác suất trong bài toán, quay tam giác sao cho một cạnh vuông góc với bán kính. Dây cung dài hơn một cạnh của tam giác nếu điểm đã chọn gần tâm đường tròn hơn điểm mà cạnh của tam giác cắt bán kính. Cạnh của tam giác là đường trung trực của bán kính, do đó xác suất để một dây cung ngẫu nhiên dài hơn một cạnh của tam giác nội tiếp là1/2.

Các dây cung ngẫu nhiên, cách chọn 3

3. Các dây cung ngẫu nhiên, cách chọn 3Phương pháp "trung điểm ngẫu nhiên": Chọn một điểm bất kỳ nằm trong đường tròn và dựng một dây cung với điểm đã chọn là trung điểm. Dây cung dài hơn một cạnh của tam giác nội tiếp nếu điểm đã chọn nằm trong một đường tròn đồng tâm với bán kính bằng  1/2 bán kính đường tròn lớn hơn, do đó xác suất để một dây cung ngẫu nhiên dài hơn môt cạnh tam giác nội tiếp là 1/4.

Ba cách chọn ngẫu nhiên trên khác nhau ở cách chúng cho ra các dây cung là đường kính, tuy rằng điều này có thể tránh được bằng cách thêm điều kiện để "chuẩn hóa" bài toán, loại trừ các đường kính sao cho không ảnh hưởng tới kết quả xác suất. Nhưng theo trình bày ở trên, trong phương pháp 1, mỗi dây cung chỉ có thể được chọn theo một cách, không quan trọng liệu nó có là đường kính; trong phương pháp 2, mỗi đường kính có thể được chọn theo hai cách, trong khi đó mỗi dây cung khác đường kính thì chỉ có thể có một cách chọn; còn trong phương pháp 3, mỗi cách chọn trung điểm tương ứng với chỉ một dây cung duy nhất, ngoại trừ tâm của đường tròn, chính là trung điểm của mọi đường kính.
Biểu đồ phân tán thể hiện mô phỏng phân bố Bertrand, với trung điểm/dây cung được
chọn ngẫu nhiên sử dụng 1 trong 3 phương pháp.
|  |  |  |
|  |  |  |

Một số phương pháp chọn trung điểm và dây cung khác có thể được dễ dàng hình dung; nhiều phương pháp đưa ra những phân bố với một tỉ lệ khác nhau của các dây cung dài hơn một cạnh của tam giác đều nội tiếp.

## Lời giải cổ điển
Lời giải cổ điển của bài toán (được trình bày, chẳng hạn trong chính công trình nói trên của Bertrand) dựa vào phương pháp mà một dây cung được chọn "ngẫu nhiên". Lập luận là nếu phương pháp chọn ngẫu nhiên được xác định chắc chắn cụ thể, bài toán sẽ có lời giải xác định đúng (dựa trên quan niệm đồng khả năng). Ba cách giải được trình bày bởi Bertrand tương ứng với các phương pháp chọn khác nhau, và với sự thiếu thêm thông tin cụ thể hơn thì sẽ không có lý do gì để ưu tiên một phương pháp hơn là các phương pháp khác; theo đó, bài toán được phát biểu trên không có lời giải duy nhất. Bài toán này và một số nghịch lý khác của diễn giải xác suất cổ điển đã được coi là biện minh cho các suy luận xác suất khác nghiêm ngặt hơn, bao gồm diễn giải xác suất tần suất và xác suất Bayes chủ quan.